# I-168
I-168 foi um submersivel japonês da II Guerra Mundial, famoso nos anais da Guerra do Pacífico por ter afundado o porta-aviões norte-americano USS Yorktown durante a Batalha de Midway. Foi um dos poucos submarinos na história a ser afundado por outro submarino.
Ele foi construído em 1934 e lançado ao mar originalmente com a designação I-68. Com este número, participou das missões de reconhecimento feitas pela flotilha de submarinos japoneses no período que antecedeu o ataque japonês a Pearl Harbor em dezembro de 1941.
Uma semana após Pearl Harbor, ele sofreu um ataque de destróieres que lhe lançaram 21 cargas de profundidade, sendo atingido pela última carga, o que causou danos no sistema elétrico e inundação em sua sala de torpedos. Reparado em Kwajalein, participou de várias patrulhas no Oceano Pacífico até ser redesignado como I-168, em maio de 1942, de acordo com um programa de renumeração da flotilha, levada a cabo pela Marinha Imperial Japonesa.
Após seu ataque mortífero na Batalha de Midway, quando além de torpedear o USS Yorktown também afundou o destróier USS Hammann, ele foi atingido por cargas de profundidade e teve que retornar ao Japão para reparos, com apenas dois motores funcionando, o que lhe custou uma viagem de doze dias através do Pacífico.
Após reparos completos em Sasebo, ele voltou ao mar para encontrar seu destino final. Em 27 de julho de 1943, durante um combate sob a superície com o submarino norte-americano USS Scamp (SS-277) no Estreito de Steffen, o I-168 lançou um torpedo no inimigo, que escapou fazendo mergulho abrupto de emergência. No retorno à profundidade ideal, o Scamp lançou um torpedo contra o submarino japonês atingindo-o em cheio, explodindo-o e afundando-o junto com toda sua tripulação.